# نانلانگ
نانلانگ (به لاتین: Nanlang) یک شهرک در جمهوری خلق چین است که در ژونگشان واقع شده‌است.